# Riera de Riudemeia
La Riera de Riudemeia o Riera d'Òrrius es troba al Parc de la Serralada Litoral, la qual, temps enrere, quan l'aigua no era tan escassa, se'n deia el riu de Meia.

## Descripció
El cabal inicial d'aquest riu venia de petits torrents i diverses fonts de l'entorn d'Òrrius, com són el Torrent de Can Blanc, el d'Òrrius i les fonts de Sant Benet i Sant Eloi. El tram final, ara només una llera de sauló sense rastre d'aigua, entronca amb la riera d'Argentona (just al dessota del viaducte de la C-60).
Un dels llocs emblemàtics de la vall és la masia de Can Riudemeia, documentada ja durant el segle xiii. En aquesta època era un molí de gra mogut per l'aigua de la riera. Ací va néixer el prohom Bernat de Riudemeia que, com a coneixedor de l'illa, va participar en la conquesta de Mallorca per part de Jaume el Conqueridor. Segons conta l'historiador Jerónimo Zurita y Castro (Saragossa, 1512-1580) en el llibre Anales de la Corona de Aragón:
| « | Fué el primero que saltó en tierra, según en antigues memorias parece, un soldado, que se dezia Bernaldo de Ruydemeya, y llevava un pendón... | » |

Per la seua tasca va rebre la senyoria de Santa Ponça, a l'illa de Mallorca, i diversos pendons i banderes que, en tornar, va cedir perquè fossin penjats a l'església d'Argentona.
La vall té una moderada explotació forestal: s'obté llenya dels alzinars, fusta per a pasta de paper i caixes de fruita de les pollancredes i platanedes, i fusta per a usos diversos de les pinedes de pi pinyer, pi bord, pi insigne i pinastre. També s'hi troben oms, alocs, castanyers i cedres. A tocar de la masia tenim el Pi de Can Riudemeia i una extensa pollancreda al llarg de la riera.
La visita del tram final es fa còmodament seguint l'itinerari ornitològic del Parc, senyalitzat amb marques de color taronja. Comença a la intersecció de la C-1415a amb la carretera que puja a la urbanització Les Ginesteres, passat el restaurant Can Poi (conegut també com a Quatre Rellotges). La pista, paral·lela a la riera fins a Can Riudemeia, és planera i agradable de caminar o pedalar. De la masia a la depuradora d'Òrrius, la riera és més complicada de resseguir, ja que només hi ha petits corriols. A partir de la depuradora torna a haver-hi pista fins a Òrrius, on podem visitar les fonts de Sant Benet i Sant Eloi.

## Localització
Comença a Òrrius (al veïnat de Prat) i desemboca a la Riera d'Argentona just sota el viaducte de la C-60.